# Иркен
Иркен — деревня в Бугульминском районе Татарстана. Входит в состав городского поселения посёлок городского типа Карабаш.

## География
Находится в юго-восточной части Татарстана, на реке Зай-Каратай приблизительно в 20 км к северо-западу от районного центра города Бугульма и в 2 км к западу от посёлка городского типа Карабаш.

## История
Основана в 1924 году выходцами из поселка Карабаш.

## Население
Постоянных жителей было: в 1926 году — 416, в 1938—477, в 1949—505, в 1958—461, в 1970—442, в 1979—328, в 1989—205, в 2002 году 206 (татары 99 %), в 2010 году 185.
| 2011 | 2014 | 2016 | 2017 |
| ---- | ---- | ---- | ---- |
| 185  | ↘163 | ↘159 | ↘149 |